# Saltfjorden
Saltfjorden (lulesamisk: Sáltovuodna) er en bred fjord som går fra Fleinvær vest til Hopen i øst i Bodø og Gildeskål kommuner i Nordland fylke i Norge. I nord er fjorden afgrænset af Bliksvær – Bodølandet, i syd af Nordarnøya – Straumøya – Knaplundsøya. Bodø by ligger på nordsiden af fjorden.
Skrivemåden Saltenfjorden bruges også og er godkendt, men ikke anbefalet af Statens kartverk.

## Beskrivelse
I Store norske leksikon er den egentlige Saltfjorden beskrevet til at gå fra Fleinvær til Saltstraumen og Godøystraumen, med en længde av 40 km. Men at fjorden fortsætter indover i Skjerstadfjorden via Saltstraumen med sidearmene Misværfjorden og Saltdalsfjorden helt ind til Rognan. Samlet bliver fjordsystemets længde fra Fleinvær til Rognan 80 km langt. Imidlertid har Farvannsbeskrivelsen «Den norske los» beskrevet at fjorden går fra fra Fleinvær til Hopen mod nordøst. Med denne beskrivelsen er længden af fjorden også cirka 40 km, med en bredde på omkring 4 km mellem Straumøya og Bodøhalvøya. Mod syd er Fleinværfjorden og Beiarkjeften, og i nord Landegodefjorden fjordarme.
Største dybde yderst i Saltfjorden er 500 meter, mens dybden nord for Straumøya varierer mellem 200 og 375 meter midtfjords.
I farvandsbeskrivelsen står der videre at fjorden er meget vejrudsat og at strømmen er stærk. Strømmen går som regel østover langs Straumøya og vestover på nordsiden af fjorden.
Foruden Bodø er der også en større kaj ved asfaltværket i Vikan. Desuden er der en god havn i Seivågen på Straumøya og i Valosen på nordsiden af fjorden.
Det er flere bådruter som krydser fjorden med Bodø havn som udgangspunkt. Den ydre del af fjorden har mange øer og holme, hvor det største fyr som markerer sejlruten er Tennholmen fyr.
Saltfjorden er forurenet af kadmium, uden at nogen punktkilde er identificeret. Taskekrabbe fanget i et stort område nord for fjorden bør ikke spises.